# Homogén (matematika)
A homogén szó a matematikában több dologra vonatkozhat:
- Homogén lineáris egyenletrendszer
- Homogén polinom
- Homogén lineáris leképezés
- Homogén reláció
- Homogén koordináták

## Etimológiája
A „homogén” görög eredetű összetett szó: homo- (azonos) + genosz (fajta).
Jelentése: minden részén egyforma szerkezetű vagy összetételű, azonos nemű, egynemű, egyféle, egyenletes, egyenletesen feloszlatott, egyöntetű, egységes.

## Homogén lineáris egyenletrendszer
Homogén lineáris egyenletrendszer olyan egyenletrendszer, melyben a szabad tagok zéróval egyenlők. Úgy is fogalmazhatjuk, hogy kizárólag elsőfokú tagot tartalmaz - 0-adfokút sem. Az ilyen rendszer mindig megoldható, mert rendelkezik a (0, 0, …, 0) triviális megoldással. Ha egy homogén lineáris egyenletrendszerben az egyenletek száma kisebb az ismeretlenek számánál, akkor a triviális megoldáson kívül vannak nem triviális megoldásai is, azaz olyan megoldásai, melyekben egyes (vagy akár az összes) ismeretlenek értéke zérótól különböző; ilyen megoldása végtelen sok van.
Homogén lineáris egyenletrendszer („előző rendszerként” is hivatkozunk rá): ahol n az ismeretlenek száma, s az egyenletek száma.
{\displaystyle a_{11}x_{1}+a_{12}x_{2}+\dots +a_{1n}x_{n}=0}
{\displaystyle a_{21}x_{1}+a_{22}x_{2}+\dots +a_{2n}x_{n}=0}
{\displaystyle \vdots }
{\displaystyle a_{s1}x_{1}+a_{s2}x_{2}+\dots +a_{sn}x_{n}=0}
Ha s<n ( az egyenletek száma kevesebb az ismeretlenekénél), akkor mindig létezik nem triviális megoldás, és végtelen sok van.
Legyen az előző rendszer együtthatóiból alkotott A mátrix rangja r, akkor a Kronecker–Capelli-tételből következik, hogy ha r<n, akkor ez a rendszer mindig megoldható, azaz van nem triviális megoldása, ha  r = n, akkor egyetlen megoldása a triviális.
A különösen fontos s=n ( az egyenletek és az ismeretlenek száma azonos) esetben akkor és csak akkor van triviálistól eltérő megoldás, ha az együtthatókból alkotott A mátrix determinánsának  értéke zéró. A determináns eltűnése ugyanis ekvivalens azzal az állítással, hogy az A mátrix rangja kisebb, mint n.
A homogén lineáris egyenletrendszerek megoldásai rendelkeznek a következő tulajdonságokkal.Ha a
{\displaystyle \beta =(b_{1},b_{2},\dots ,b_{n})}
vektor az előző rendszer megoldása, akkor bármelyik k szám esetén a {\displaystyle k\beta =(kb_{1},kb_{2},\dots ,kb_{n})} vektor is megoldása ennek a rendszernek amit ez előző rendszer bármelyikébe való közvetlen behelyettesítéssel ellenőrizhetünk.Ha továbbá az {\displaystyle \gamma =(c_{1},c_{2},\dots ,c_{n})} vektor is megoldása az előző rendszernek,akkor megoldása a {\displaystyle \beta +\gamma =(b_{1}+c_{1},b_{2}+c_{2},\dots ,b_{n}+c_{n})} vektor is:
{\displaystyle \sum _{j=1}^{n}a_{ij}(b_{j}+c_{j})=\sum _{j=1}^{n}a_{ij}b_{j}+\sum _{j=1}^{n}a_{ij}c_{j}=0}
Ezért általában az előző homogén lineáris egyenletrendszer megoldásainak bármely lineáris kombinációja maga is megoldása ennek a rendszernek.

## Homogén polinom
Az olyan {\displaystyle X_{1},\dots ,X_{n}} polinomot, melyben minden tag fokszáma ugyanaz az s szám, homogén polinomnak vagy s-ed fokú alaknak nevezzük (0-adfokú alakot nem tartalmaz {\displaystyle X_{0}=0}) . Minden n-ismeretlenes polinom előállítható ugyanazon ismeretlenek néhány homogén polinomjának összegeként, melyek mind különböző fokszámúak: elegendő egyesíteni az összes azonos fokszámú tagokat, és megkapjuk a keresett előállítást.
Például az {\displaystyle f(x_{1},x_{2},x_{3})=3x_{1}x_{2}^{2}-7x_{1}^{2}x_{3}^{2}+x_{2}-5x_{1}x_{2}x_{3}+x_{1}^{4}-2x_{3}+x_{3}^{3}} negyedfokú polinom az {\displaystyle x_{1}^{4}-7x_{1}^{2}x_{3}^{2}} negyedfokú alak, a {\displaystyle 3x_{1}x_{2}^{2}-5x_{1}x_{2}x_{3}+x_{3}^{3}} kubikus alak, az {\displaystyle x_{2}-2x_{3}} lineáris alak összege lesz.

## Homogén lineáris leképezés
A T test feletti {\displaystyle M_{1}}, vektortérnek a T feletti {\displaystyle M_{2}} vektortérbe való olyan A leképezése, amelyre bármely {\displaystyle M_{1}}-beli u és v, valamint T-beli λ esetén A(u+v)=A(u)+A(v) és A(λu)=λA(u) teljesülnek.
A vektorterek esetében is beszélhetünk homomorfizmusról mint egyértelmű művelettartó leképezésről. A vektorterek esetében a homomorfizmusokat homogén lineáris leképezésnek nevezik. Ezek tulajdonképpen olyan függvények, amelyek vektorhoz vektort rendelnek hozzá. Ha általában tekintünk egy olyan függvényt, amely vektorhoz vektort rendel, ez tulajdonképpen egy „rövidítés”, amellyel sok számolást könnyen el lehet végezni.
- Lineáris leképezés
- Vektortér

## Homogén reláció
n-változós homogén relációnak nevezzük az a feletti, vagy a-n értelmezett {\displaystyle A\times A\times A\dots \times A=A^{n}} Descartes-szorzat részhalmazait.
Ha a kéttényezős direkt szorzat tényezői megegyeznek, azt homogén bináris relációnak nevezzük.
A homogén bináris reláció tulajdonságai:
- antiszimmetrikus
- irreflexív
- reflexív
- szimmetrikus
- tranzitív

Fontos: az antiszimmetrikus reláció nem ellentéte a szimmetrikus relációnak.

## Homogén koordináták
Azt a koordináta-rendszert, ahol a pontot azonosító rendezett pár elemeit egy nullától különböző számmal megszorozva ugyanazt a pontot azonosító párt kapjuk, homogén koordináta-rendszereknek nevezik.
Igazi jelentőségét azt adja, hogy az ideális térelemek (pont, sík, egyenes) is megadhatók a használatukkal.
Fontosabb típusai:
- Projektív koordináták
- Súlyponti (baricentrikus) koordináták
- Plücker-féle derékszögű homogén koordináták